# 시크릿 (2009년 영화)
"시크릿"은 2009년에 개봉한 대한민국의 영화이다.

## 캐스팅
- 차승원 : 김성열 역
- 송윤아 : 지연 역
- 류승룡 : 재칼(조강철) 역
- 박원상 : 최 형사 역
- 오정세 : 박경호 역
- 김인권 : 변석준 역
- 정인기 : 강 반장 역
- 이종우 : 오 형사 역
- 박효주 : 혜진 역
- 양은용 : 은영 역
- 이엘 : 영숙 역
- 이철민 : 조동철 역
- 이재구 : 구철승 역
- 예수정 : 지연 모 역
- 김동주 : 석준 모 역
- 임기홍 : 형사 1 역
- 강현중 : 형사 2 역
- 김주석 : 제복경찰 1 역
- 박용연 : 제복경찰 4 역
- 오순태 : 감식반 역
- 김민교 : 창기 역
- 박진우 : 츄리닝 역
- 이상홍 : 칼자국 역
- 곽민호 : 청년 2 역
- 류성훈 : 청년 3 역
- 엄태구 : 모자남 역
- 박하영 : 수현 역
- 방준서 : 아이 1 역
- 주혜린 : 아이 2 역
- 박용연 : 제복경찰 4 역
- 최윤슬 : 간호사 역
- 김보라 : 포스터 여자 역
- 최성민 : 의사 친구 역 (특별출연)